# Schefflera umbellifera
Schefflera umbellifera es una especie de fanerógama en la familia de Araliaceae. Es encuentra en Sudáfrica.

## Descripción
Es un árbol que alcanza un tamaño de hasta 15 m de altura. Con hojas compuestas, con foliolos relativamente uniformes y regulares. Pecíolo hasta de 25 cm largo, glabros, elípticas a ampliamente elípticas (a oblanceoladas), de hasta 12 × 7 cm, generalmente con distintas peciólulos hasta de 4 cm largo, raramente subsésil, coriáceas, glabras o con pelos dispersos minutos, verde oscuro brillante por encima, más pálido por debajo; margen subenteros, ondular ligeramente, ápice obtuso, retuso, emarginada con un mucrón terminal. Inflorescencia  paniculada de umbelas; brácteas a veces presente (probablemente caducas),  ramas de hasta 15 cm largo, teniendo una gran umbela compuesta terminal y umbelas mucho más pequeñas, simples y laterales. Rayos de umbelas terminales 6-7, hasta de 4 cm de largo (en la fruta). Umbelulas con 6-14 flores sobre pedúnculos de 1 cm tiempo; Bractéolas obsoletas.  Fruto globoso, a veces ligeramente aplanada arriba y abajo, hasta de 7 mm de diámetro, glabra.

## Taxonomía
Schefflera umbellifera fue descrito por (Sond.) Baill. y publicado en Adansonia 12: 147. 1878.
Etimología
Schefflera nombre genérico que fue nombrado en honor del botánico alemán del siglo XIX Jacob Christian Scheffler, que escribió sobre el género Asarum.
umbellifera: epíteto latíno que significa "con umbelas".
Sinonimia
- Cussonia buchananii Harms
- Cussonia chartacea Schinz
- Cussonia umbellifera Sond.
- Neocussonia buchananii (Harms) Hutch.
- Neocussonia umbellifera (Sond.) Hutch.
- Schefflera umbellifera var. buchananii (Harms) Tennant	>[5]